# Cerhenice
Cerhenice es una localidad del distrito de Kolín, en la región de Bohemia Central, República Checa. Tiene una población estimada, a principios del año 2021, de 1783 habitantes.
Está ubicada al este de la región y de Praga, y a poca distancia del río Elba y de la frontera con las regiones de Pardubice y Vysočina.